# André Álvaro do Nascimento
André Álvaro Batista do Nascimento, más conocido como André (Natal, 26 de mayo de 1977), es un jugador brasileño de fútbol playa. Ha participado en seis copas mundiales de la FIFA, y ha obtenido cuatro títulos mundiales con la selección brasileña (2006, 2007, 2008 y 2009), así como la «Bota de oro» como el máximo goleador en Rávena 2011 con catorce anotaciones, y el «Balón de plata» como el segundo mejor jugador de ese mismo torneo. También ha sido el mejor anotador del Mundialito de Clubes de Fútbol Playa de 2011 (16).
Durante su carrera deportiva ha sido parte de los clubes Corinthians y Flamengo de Brasil.